# Bicarbonato di sodio
L'idrogenocarbonato di sodio o carbonato acido di sodio o carbonato monosodico è un sale di sodio dell'acido carbonico, di formula NaHCO3. È comunemente conosciuto come bicarbonato di sodio, denominazione dismessa dalla IUPAC, o anche solo «bicarbonato».
In natura, oltre che frequentemente disciolto nelle acque superficiali e sotterranee, è presente raramente come minerale, generalmente sotto forma di efflorescenze, incrostazioni e masse concrezionate in depositi di tipo evaporitico. Si rinviene come nahcolite (NaHCO3) o come componente secondario del natron (Na2CO3·10(H2O)), un carbonato idrato di sodio di genesi evaporitica in ambienti aridi.
A differenza del carbonato, l'idrogenocarbonato mantiene uno ione idrogeno dell'acido corrispondente.
È tra gli additivi alimentari codificati dall'Unione europea con la sigla E 500.

## Proprietà chimico-fisiche
A temperatura ambiente, l'idrogenocarbonato di sodio si presenta come una polvere cristallina bianca. È un sale relativamente poco solubile in acqua (8,7 % a 20 °C) e insolubile in etanolo.
Per riscaldamento oltre i 50 °C tende a decomporsi in carbonato di sodio e anidride carbonica:
{\displaystyle {\ce {2 NaHCO3 -> Na2CO3 + H2O + CO2}}}
Sciolto in acqua produce una soluzione lievemente basica: una soluzione di 50 g in un litro di acqua a 25 °C ha pH superiore a 8,6.
Esposto a sostanze acide (come acido acetico) si decompone liberando anidride carbonica gassosa ed acqua: questo fenomeno è sfruttato nei cosiddetti lieviti chimici o "istantanei" (così chiamati per distinguerli dai lieviti biologici come il lievito di birra ed il lievito naturale) e nei preparati per rendere frizzante l'acqua da tavola, che sono una miscela di idrogenocarbonato di sodio e composti acidi.
{\displaystyle {\ce {NaHCO3 + HCl -> NaCl + H2O + CO2(g)}}}
{\displaystyle {\ce {NaHCO3 + CH3COOH -> CH3COONa + H2O + CO2(g)}}}
3{\displaystyle {\ce {NaHCO3 + C6H8O7 -> Na3C6H5O7 + 3H2O + 3CO2(g)}}}

## Produzione
Industrialmente, il bicarbonato si produce tramite il metodo Solvay. Esso consiste nel far passare ammoniaca e anidride carbonica in una soluzione di cloruro di sodio. La reazione che avviene produce cloruro di ammonio e bicarbonato di sodio:
{\displaystyle {\ce {H2O + NaCl + NH3 + CO2 -> NH4Cl + NaHCO3}}}
Questo metodo di produzione venne messo a punto da Ernest Solvay nel 1863. Nel metodo sopra descritto si produce il bicarbonato con bassa purezza (ca. 75 %) come intermedio per la produzione di carbonato di sodio.
Il bicarbonato di sodio puro è prodotto da carbonato di sodio, acqua e anidride carbonica secondo la reazione:
{\displaystyle {\ce {H2O + Na2CO3 + CO2 -> 2 NaHCO3}}}

## Utilizzi
È un sale a reazione alcalina estremamente duttile e versatile per la sua alta reattività con gli acidi organici, ma ha trovato recente applicazione anche nella deacidificazione dei fumi industriali derivanti da processi di combustione, dimostrando la sua alta reattività anche nei confronti degli inquinanti acidi inorganici.
In agricoltura viene storicamente utilizzato  per contrastare efficacemente la proliferazione su foglie e radici di funghi (6,6<pH<7,3) e batteri (pH>7,3).  In particolare, il bicarbonato di sodio è molto efficace come sostituto degli antifungini di sintesi, potenzialmente nocivi per la  salute umana se ingeriti come residui, per combattere le malattie crittogamiche (fungine) letali per le piante ortive. Preparare la soluzione da utilizzare per disinfettare il terreno del proprio orto è molto semplice ed economica: basta mescolare il bicarbonato in acqua fino ad ottenere un composto omogeneo. Il più importante contributo del bicarbonato di sodio nelle moderne tecniche agricole è, però, rappresentato dalla sua proprietà di intervenire nella regolazione del pH del suolo (ottimale tra 6,5 e 7) e migliorare la capacità di scambio cationico funzionale all'assimilazione da parte delle piante di specifici nutrienti disponibili nel terreno. Il grado di pH del terreno ha, infatti, una notevole influenza rigenerativa sulle sue funzionalità specifiche, permettendo non solo di influenzare le caratteristiche fisiche del suolo, ma anche la presenza dei microrganismi che ne condizionano la fertilità effettiva. Quindi consente di selezionare la flora senza l'uso di agenti basificanti di più aggressivi e di regolare la disponibilità degli elementi nutritivi riducendo la quantità di concimi utilizzati.
In biologia, le medesime proprietà alcalinizzanti sono riscontrabili per gli organismi animali, sia nell'uso esterno che interno. La capacità di regolare il ph delle superfici è utilizzato in laboratorio come strumento per condizionare le culture batteriche, microfilm organici e la proliferazione di muffe ed alghe. Le stesse ragioni hanno reso popolare il bicarbonato di sodio e largamente utilizzato anche per le sue proprietà deodoranti ed igienizzanti.
In medicina, invece, è noto che il pH dermico (pH 5,5) ed interno (pH 7,4) deve essere mantenuto entro limiti molto precisi per permettere la corretta funzionalità. Il sistema tampone bicarbonato umano permette inoltre l'equilibrio acido-base dei liquidi organici, assicurando la stabilità del pH cellulare insidiata da acidi forti (solforico, cloridrico e fosforico) prodotti nel corso del metabolismo proteico. Durante la sua giornaliera regolazione acido-base il rene riassorbe circa 4320 mM di bicarbonato filtrato dai glomeruli elimina 70 mEq e rigenera circa 70 mmoli di bicarbonato utilizzato per la titolazione di acidi non volatili. I tubuli renali riassorbono e rigenerano bicarbonato fondamentalmente tramite secrezione di idrogenioni (idrogenazione). Un mancato equilibrio acido-base è collegato anche ai processi degenerativi tumorali. In oncologia, infatti, l'effetto (Ipotesi di Warburg) mostra come in ambiente acido le cellule cancerogene producano prevalentemente energia con un'alta percentuale di glicolisi seguita dalla fermentazione dell'acido lattico nel citosol. Il corretto processo metabolico e fisiologico cellulare è, quindi, strettamente legato ad un suo equilibrio acido-basico. 
L'eventuale integrazione di bicarbonato di sodio per via orale è nota anche nell’ambito dello sport  agonistico come aiuto ergogenico, regolando l'acido lattico, poiché inibendo la sua fermentazione permette di migliorare l'efficienza durante l'esercizio fisico e accorciare tempi di recupero dopo gare e allenamenti molto intensi. l bicarbonato di sodio integrazione di bicarbonato di sodio per via orale, viene prescritto in ambito medico sia come integratore alimentare, che come farmaco per l’apparato gastrointestinale (la flora batterica), per la cura di calcoli renali, per ulcere peptiche, per pirosi gastriche e in tutte le circostanze in cui ci sia l’esigenza di rendere alcaline l’urina o altri liquidi del nostro organismo,  tra cui l’acidosi metabolica, l’acidosi lattica e anche le aritmie ventricolari. La capacità di reagire con gli acidi fa sì che l’idrogenocarbonato di sodio venga usato anche in preparazioni antiacide e contro bruciori di stomaco. Come qualsiasi farmaco, si ricorda, ci sono comunque effetti collaterali riconosciuti ascrivibili all'eccessivo dosaggio e abuso (disturbi gastrointestinali, disturbi renali, disturbi respiratori, disturbi cardiovascolari). Il bicarbonato, inoltre, è ormai accertato come venga secreto assieme al cloro attraverso il canale della membrana apicale delle cellule epiteliali e concorra alla corretta Eubiosi del Microbiota umano, denominato anche volgarmente  flora batterica. Il bicarbonato di sodio, in qualità di antisettico è, infatti, consigliato dalla SIFO (manuale 2024) come valido "colluttorio per l'alitosi e ad uso topico come deodorante intimo essendo in grado di regolarizzare il pH della pelle e contrastare la proliferazione di quei batteri e funghi durante la sudorazione che producono i composti organici volatili alla base dei cattivi odori. Per tale motivo, l'impiego di una punta di bicarbonato di sodio sciolto in acqua, è utilizzato per aiutare ad eliminare tossine che si trovano nel tratto gastrointestinale e favorire così l'equilibrio della flora batterica intestinale. In qualità di antimicrobico, le sue capacità di regolatore del PH, lo rendono efficace non solo come antisettico, ma anche  disinfettante per le sue capacità in tal senso di contrastare la presenza di batteri, funghi e alghe e eliminare i composti organici volatili (VOC) prodotti che causano i caratteristici  "cattivi odori" sia sulla pelle che sui tessuti.
Nella conservazione degli alimentari  è noto come additivo alimentare sia solato che per la creazione composti. Unendo il bicarbonato di sodio ad acido acetico  o acido citrico, infatti, dopo la nota reazione chimiaca in cui viene rilasciata anidride carbonica, si ottengono rispettivamente l'acetato di sodio e il citrato di sodio. Nell'elenco degli additivi alimentari secondo il  "Regolamento Europeo (CE) N. 1333/2008", l'acetato di sodio prende il nome industriale di diacetato di sodio ed è abilitato all'uso alimentare con la sigla E262, mentre il citrato di sodio con la sigla E331. Entrambi sono più efficaci additivi in grado di impedire la proliferazione di microrganismi (batteri, funghi o lieviti, muffe…) negli alimenti. Il bicarbonato di sodio, associato ad aceto o acido citrico per formare l'acetato di sodio e il citrato di sodio, è per le medesime ragioni anche un efficace disinfettante per inibire batteri, alghe e muffe presenti su tessuti ed oggetti.  
Il citrato di sodio, inoltre, essendo un sale acido è anche un ottimo anticalcare apprezzato in molti processi di chimica industriale per le sue proprietà detergenti e decalcificanti ad ampio spettro di applicazione che vanno dalla rimozione del carbonato dalle caldaie fino alla pulitura dei radiatori dell'automobili.
Strofinare gli abiti impregnati di sudore con il bicarbonato di sodio, rimedio tanto antico quanto efficace per pulire via ogni traccia di odore di sudore. Entrambi, inoltre, rappresentare in molti casi un ottimo coadiuvante a disinfettanti chimici e detergenti industriali  permettendo di ridurne l'uso e riducendo sensibilmente quindi i rischi e le controindicazioni in caso di ingestione, contatto ed inalazione associati alla presenza in quest'ultimi di solventi tossici come l’etanolo (il comune alcol), il 2-propanolo, ma anche l’ammoniaca e l’ipoclorito di sodio
 (principio attivo della candeggina e varechina). Per le stesse ragioni sono efficaci per effettuare "spugnature su pareti" e di altre superfici interessate da muffe, alghe ed altre proliferazioni batteriche. Grazie all'azione abrasiva che possiedono i suoi microcristalli, inoltre, è utilizzato anche per la rimozione di ruggine, salsedine ed aloni ossidativi. 
Questo aspetto "meccanico" è alla base anche del suo utilizzo casalingo e in dentifrici specifici per lo sbiancamento dei denti. In questo caso, però, non avendo un potere sbiancate in sé, ma solo abrasivo, il suo utilizzo costante può creare dei graffi sullo smalto dentale e minarne con il tempo l'integrità.